# Maksutov-Newton-Teleskop
Ein Maksutov-Newton-Teleskop vereint die optischen Systeme der Teleskope nach Newton und Maksutov.

## Allgemein
Ein Maksutov-Newton-Teleskop gehört zu den katadioptrischen Systemen. Das bedeutet, dass es keine reine Linsen- oder Spiegeloptik ist, sondern sowohl refraktive Elemente (hier: Maksutov-Platte) als auch reflektive Elemente (hier: Hauptspiegel) enthält.

## Funktionsweise

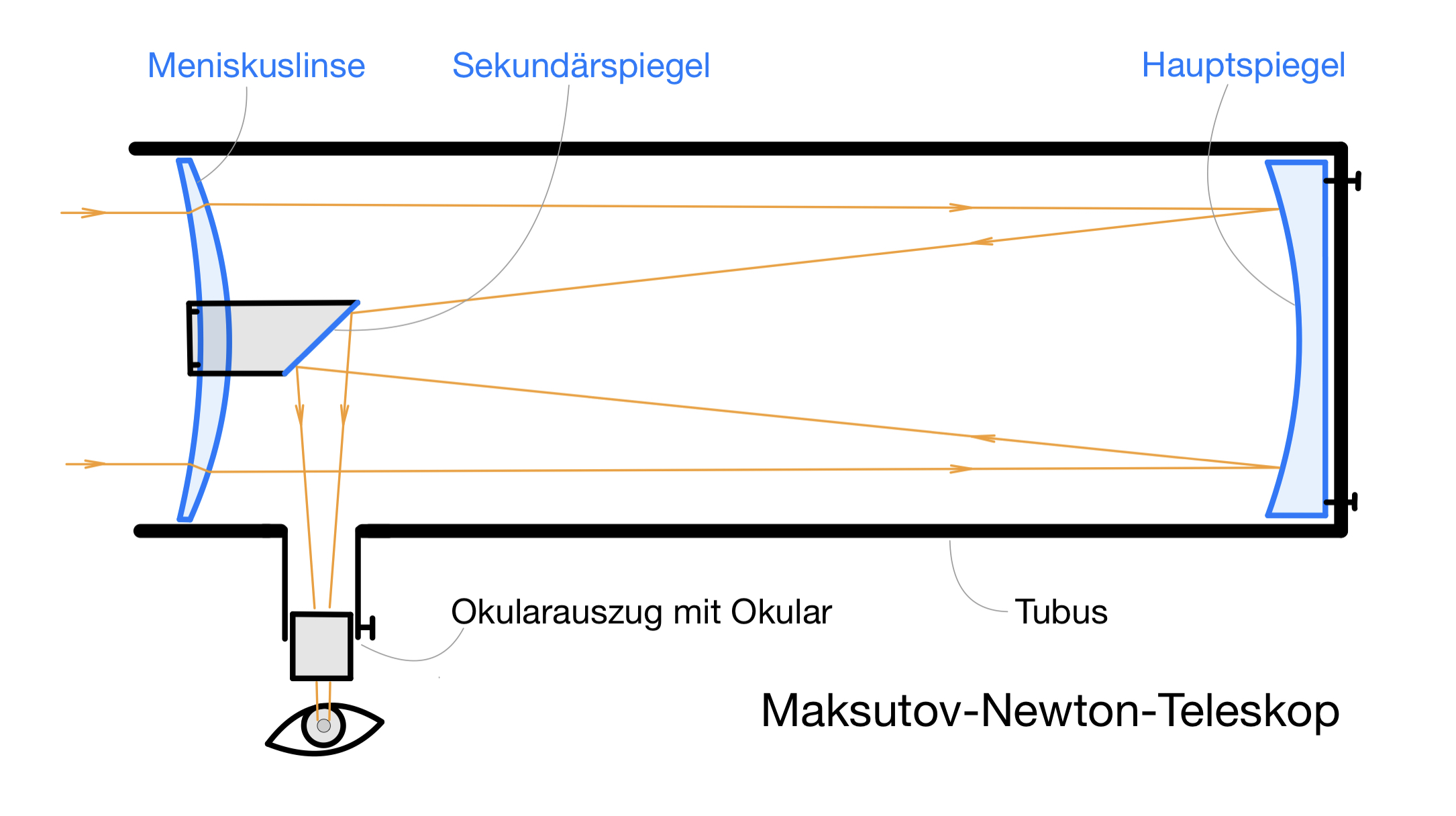
Schematische Darstellung eines Maksutov-Newton-Teleskops

In der Eintrittspupille des Teleskops befindet sich eine Maksutov-Korrekturlinse. Diese beseitigt die sphärische Aberration des sphärischen Hauptspiegels, im Gegensatz zum klassischen Newton-Teleskop, wo ein Parabolspiegel für die Korrektur der sphärischen Aberration sorgt. Die Grundform ist aber dennoch die Bauart des Newton-Reflektors, da der Strahlengang durch einen um 45° geneigten Fangspiegel seitlich abgelenkt wird und der Brennpunkt somit zur Beobachtung zugänglich wird. Die Baulänge entspricht ungefähr der Brennweite. Verwandt ist die Bauform auch mit der Bauart des Schmidt-Newton-Teleskops.

### Vorteile
Der Maksutov-Korrektor sorgt für eine deutlich besseren Abbildungsleistung im Vergleich zum klassischen Newton, da insbesondere die Koma teilweise korrigiert werden kann. Zudem benötigt ein Maksutov-Newton-Teleskop aufgrund der Meniskuslinse keine Haltestreben für den Sekundärspiegel und erzeugt daher keine Beugungsstreifen an hellen Sternen. Der geschlossene Tubus kann störende Luftströmungen innerhalb des Tubus verhindern, sofern der Hauptspiegel ausgekühlt ist.

### Nachteile
Dadurch, dass ein Maksutov-Newton-Teleskop ein geschlossenes System ist, benötigt es deutlich länger, um sich der Außentemperatur anzupassen, wenn nicht durch rückseitige Lüfter eine "Zwangskühlung" des Hauptspiegels bewirkt wird. Dies ist nötig, da sonst die Abbildungsqualität durch aufsteigende Luftschlieren im Tubus und Verformung des Hauptspiegels stark beeinträchtigt wird. Ebenso ist ein Maksutov-Newton-Teleskop aufgrund der Meniskuslinse am Strahleneingang deutlich schwerer als ein klassischer Newton. Ein weiterer nicht unwichtiger Nachteil des Maksutov-Newton-Teleskops ist der deutlich höhere Preis im Vergleich zu klassischen Newton-Reflektoren.